# Kościół Matki Bożej Pocieszenia w Wyszynach
Kościół Matki Bożej Pocieszenia w Wyszynach – rzymskokatolicki kościół parafialny należący do parafii pod tym samym wezwaniem (dekanat chodzieski archidiecezji gnieźnieńskiej).
Jest to świątynia wzniesiona w 1825 roku z kamienia polnego łupanego, pierwotnie pełniła funkcję spichlerza. Na kościół przypałacowy została zaadaptowana w 1840 roku. W 1931 roku przy świątyni została erygowana parafia.
Budynek dawnego spichlerza powstał w XVIII wieku. Świątynia znajduje się na terenie dawnego założenia folwarcznego.